# سفارة بولندا في الإمارات العربية المتحدة
سفارة بولندا في الإمارات العربية المتحدة هي أرفع تمثيل دبلوماسي لدولة بولندا لدى الإمارات العربية المتحدة. تقع السفارة في أبو ظبي وهي تهدف لتعزيز المصالح البولندية في الإمارات العربية المتحدة.

## وصلات خارجية
- الموقع الرسمي
- قائمة سفارات بولندا
- قائمة السفارات في الإمارات العربية المتحدة